# نیگماتولینو
نیگماتولینو (به لاتین: Nigmatullino) یک منطقهٔ مسکونی در روسیه است که در باشقیرستان واقع شده‌است.